# Asesinato de Kiplyn Davis
Kiplyn Davis (Provo, Utah; 1 de julio de 1979 - Spanish Fork, Utah; 2 de mayo de 1995) fue una adolescente estadounidense de 15 años que desapareció del campus de su instituto en Spanish Fork, en el estado de Utah. En 2011, un compañero de clase fue declarado culpable de homicidio involuntario por el asesinato de Davis y condenado a 15 años de prisión. Sin embargo, el hombre se negó a nombrar a sus presuntos cómplices o a indicar dónde se encontraban supuestamente los restos de la joven.

## Desaparición
Davis, estudiante de segundo año, fue vista por última vez en el instituto Spanish Fork High School de dicha Spanish Fork, en Utah. Esa mañana tuvo una discusión con sus padres y luego llegó temprano al colegio. Asistió a todas sus clases matutinas y fue vista por última vez a la hora del almuerzo en la cafetería de la escuela con sus amigos y compañeros de clase. No se presentó a sus clases de cuarta y quinta hora. Sin embargo, un amigo cercano dijo que habló con ella entre el cuarto y el quinto tiempo, pero más tarde cambió su versión. 
Todas sus pertenencias personales, incluyendo su bolso, maquillaje, aparato dental y libros escolares, quedaron en su taquilla y nunca regresó a casa ese día. Se ha testificado que ella les dijo a sus amigos que no asistiría a las actividades planeadas para esa noche y, de hecho, había mencionado que sería mejor que se escapara. Se denunció su desaparición después de que no llegara a casa a la hora habitual después de la escuela. En dos meses, el FBI se involucró y trató el caso como un posible secuestro.
Después de meses sin que Davis regresara y sin pistas sobre su paradero, la policía comenzó a sospechar que su desaparición era sospechosa. Aunque había discutido con sus padres el día de su desaparición y había mencionado que se escaparía, su familia cree que fue asesinada. Tras su desaparición, circularon varios rumores de que su cuerpo había sido enterrado en un cañón cercano, en un túnel de tren, debajo de un edificio y en otros lugares, pero sus restos nunca han sido localizados. Cuatro años después de su desaparición, su familia celebró un funeral por Davis y colocó una lápida con su nombre en el cementerio de Spanish Fork.

## Investigación
En 2003, el fiscal federal Paul Warner reabrió la investigación sobre la muerte de Davis. La investigación se centró en varios compañeros de clase que eran sospechosos o se creía que tenían conocimiento de su desaparición: Timmy Brent Olsen, Christopher Neal Jeppson, Rucker Leifson, Gary Blackmore y Scott Brunson.
Olson y Leifson fueron acusados de su asesinato. Olsen fue sospechoso poco después de la desaparición de Davis. Durante varias entrevistas con las fuerzas del orden, dio versiones muy diferentes sobre cuándo había visto por última vez a Davis y dio dos coartadas diferentes sobre su paradero en el momento de su desaparición. Varios testigos también prestaron declaración jurada afirmando que Olsen había confesado haber agredido sexualmente y asesinado a Davis, y luego haber escondido su cuerpo en un cañón cerca del río Spanish Fork. Durante la investigación, al menos cuatro mujeres testificaron que Olsen había sido sexualmente agresivo o había cometido agresiones sexuales contra ellas.
El 6 de mayo de 2009, los fiscales del estado de Utah retiraron los cargos de asesinato contra Christopher Neal Jeppson en lugar de solicitar la pena de muerte. En el juicio, se declaró inocente de los cargos relacionados con la obstrucción y, finalmente, firmó una declaración jurada en la que afirmaba que no conocía las circunstancias ni la causa de la desaparición de Kiplyn Davis.
Rucker Leifson se declaró culpable de un cargo de mentir al gran jurado y fue condenado a cuatro años de prisión. Gary Blackmore y Scott Brunson también han sido declarados culpables de mentir al gran jurado. Sus condenas dependen de su testimonio contra Olsen.
El 1 de junio de 2009 se anunció la decisión del juez sobre una moción para desestimar los cargos de asesinato contra Olsen. El juez decidió aplazar cualquier fallo sobre la moción en el caso, alegando que no había escuchado todas las pruebas de la fiscalía. El tribunal aún puede solicitar una audiencia probatoria para determinar si hay pruebas de la muerte.
El 11 de febrero de 2011, Timmy Brent Olsen se declaró culpable de homicidio involuntario y fue condenado a 15 años de prisión. Afirmó que vio a otra persona golpear a Davis en la cabeza con una piedra y que posteriormente ayudó a mover su cuerpo, pero se negó a dar el nombre de esa persona. Aunque admitió que ayudó a trasladar y enterrar el cuerpo, se niega a decir a las autoridades dónde se encuentra el cuerpo. Olsen podía optar a la libertad condicional en 2011, pero se le denegó después de que se negara a cooperar en la revelación de la ubicación de los restos de Davis. Está previsto que cumpla toda su condena y salga en libertad en febrero de 2026.